# Sunette Viljoen
Pour les articles homonymes, voir Viljoen.
Sunette Viljoen (née le 6 octobre 1983 à Rustenburg) est une athlète sud-africaine spécialiste du lancer du javelot, vice-championne olympique en 2016 à Rio et vice-championne du monde en 2011 à Daegu. Actuelle détentrice du record d'Afrique avec 69,35 m (2012), elle est l'auteure de la 6e meilleure performance mondiale de tous les temps.

## Biographie
Elle se distingue lors des Championnats d'Afrique 2004 en remportant le titre continental avec un lancer à 60,13 m. Éliminée au stade des qualifications lors des Jeux olympiques de 2004, la Sud-africaine s'adjuge la médaille d'argent des Championnats d'Afrique 2006 avant de s'imposer quelques mois plus tard lors des Jeux du Commonwealth de Melbourne avec la marque de 60,72 m. 
Vainqueur en 2008 de son deuxième titre de champion d'Afrique, elle est éliminée dès les qualifications des Jeux olympiques de Pékin (55,58 m).
Sunette Viljoen remporte la finale des Championnats du monde universitaires 2009 se déroulant à Belgrade. Elle s'impose avec la marque de 65,43 m, deux jours après avoir établi lors des qualifications un nouveau record d'Afrique avec 65,46 m.
En 2010, Sunette Viljoen se classe deuxième du meeting Golden Gala de Rome, quatrième étape de la Ligue de diamant 2010, avec un lancer à 63,04 m. Quelques jours plus tard, à Prague, elle porte le record d'Afrique à 66,38 m. Elle participe aux Championnats d'Afrique de Nairobi, au Kenya, et obtient son troisième succès continental en s'imposant avec un lancer à 63,33 m. Sélectionnée dans l'équipe d'Afrique lors de la première édition de la Coupe continentale d'athlétisme, à Split, la Sud-Africaine se classe deuxième du concours, derrière la Russe Maria Abakumova, avec la marque de 62,21 m. En octobre 2010, à New Delhi, Viljoen remporte les Jeux du Commonwealth quatre ans après son premier titre obtenu à Melbourne. Elle s'impose avec 62,34 m, devant la Néo-Zélandaise Kim Mickle.
Lors de l'Universiade d'été 2011 à Shenzhen, elle bat de nouveau le record d'Afrique du javelot avec 66,47 m pour remporter son deuxième titre consécutif dans cette compétition. Elle réédite cette performance lors des Championnats du monde 2011 de Daegu en améliorant de près de deux mètres le record d'Afrique avec 68,38 m. Elle se classe initialement troisième de l'épreuve, derrière Mariya Abakumova, disqualifiée en 2018 et Barbora Špotáková. Elle récupère la médaille d’argent en septembre 2018.
En juin 2012, lors du meeting de l'Adidas Grand Prix, à New York, Sunette Viljoen améliore de nouveau son propre record d'Afrique en établissant la marque de 69,35 m, ravissant à cette occasion la meilleure performance mondiale de l'année à Barbora Špotáková, devenant l'auteure de la 6e meilleure performance mondiale de tous les temps. Elle termine au pied du podium des Jeux olympiques de 2012 avec un lancer à 64,53 m.
En 2013, Sunette Viljoen termine 6e des championnats du monde de Moscou. L'année suivante, elle est médaillée d'argent aux Jeux du Commonwealth de 2014, derrière l'Australienne Kimberley Mickle puis décroche son quatrième titre de championne d'Afrique, à Marrakech. En fin de saison, elle se classe par ailleurs deuxième de la coupe continentale d'athlétisme, derrière Barbora Špotáková.
En 2015, elle décroche la médaille de bronze des championnats du monde de Pékin avec un jet à 65,79 m, derrière l'Allemande Katharina Molitor et la Chinoise Lü Huihui. Elle confirme l'année suivante en devenant vice-championne olympique aux Jeux de Rio derrière la Croate Sara Kolak.

## Palmarès

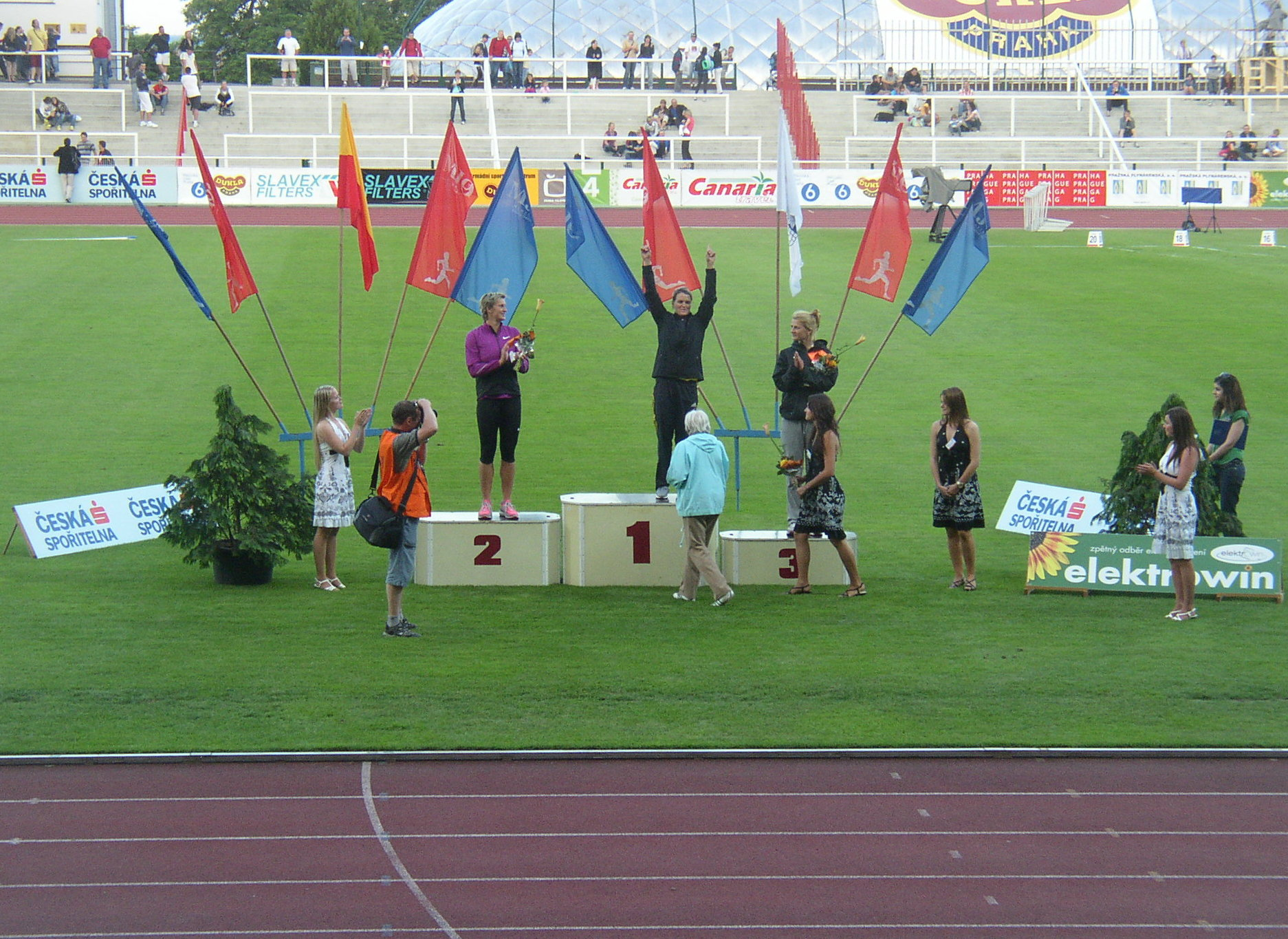
Sunette Viljoen sur le podium lors d'une cérémonie en 2010.

| Date | Compétition            | Lieu             | Résultat | Marque  |
| ---- | ---------------------- | ---------------- | -------- | ------- |
| 2003 | Jeux africains         | Abuja            | 3e       | 51,68 m |
| 2004 | Championnats d'Afrique | Brazzaville      | 1re      | 60,13 m |
| 2006 | Championnats d'Afrique | Bambous          | 2e       | 55,64 m |
| 2006 | Jeux du Commonwealth   | Melbourne        | 1re      | 60,72 m |
| 2007 | Jeux africains         | Alger            | 3e       | 54,56 m |
| 2008 | Championnats d'Afrique | Addis-Abeba      | 1re      | 55,17 m |
| 2009 | Universiade            | Belgrade         | 1re      | 62,52 m |
| 2010 | Championnats d'Afrique | Nairobi          | 1re      | 63,33 m |
| 2010 | Coupe continentale     | Split            | 1re      | 62,21 m |
| 2010 | Jeux du Commonwealth   | New Delhi        | 1re      | 62,34 m |
| 2011 | Universiade            | Shenzhen         | 1re      | 66,47 m |
| 2011 | Championnats du monde  | Daegu            | 2e       | 68,38 m |
| 2012 | Jeux olympiques        | Londres          | 4e       | 64,53 m |
| 2013 | Championnats du monde  | Moscou           | 6e       | 63,58 m |
| 2013 | Ligue de diamant       | Ligue de diamant | 4e       | détails |
| 2014 | Jeux du Commonwealth   | Glasgow          | 2e       | 63,19 m |
| 2014 | Championnats d'Afrique | Marrakech        | 1re      | 65,32 m |
| 2014 | Coupe continentale     | Marrakech        | 2e       | 63,76 m |
| 2014 | Ligue de diamant       | Ligue de diamant | 3e       | détails |
| 2015 | Championnats du monde  | Pékin            | 3e       | 65,79 m |
| 2015 | Ligue de diamant       | Ligue de diamant | 2e       | détails |
| 2016 | Championnats d'Afrique | Durban           | 1re      | 64,08 m |
| 2016 | Jeux olympiques        | Rio de Janeiro   | 2e       | 64,92 m |
| 2018 | Jeux du Commonwealth   | Gold Coast       | 3e       | 62,08 m |
| 2018 | Coupe du monde         | Londres          | 1re      | 61,69 m |
| 2019 | Jeux africains         | Rabat            | 3e       | 53,44 m |

## Records
| Épreuve           | Performance | Lieu     | Date        |
| ----------------- | ----------- | -------- | ----------- |
| Lancer du javelot | 69,35 m     | New York | 9 juin 2012 |